# Arthur E. Zannoni
Arthur Edward Zannoni (* 1942) ist ein US-amerikanischer römisch-katholischer Theologe und Autor.

## Leben
Zannoni studierte römisch-katholische Theologie an der University of San Francisco und an der Marquette University. Als Hochschullehrer unterrichtete er an der University of Notre Dame bis 1984, an der School of Divinity der University of St. Thomas in Saint Paul, in Minnesota von 1984 bis 1991 und am Murray Institute derselben Universität von 1991 bis 1994. Zannoni verfasste mehrere Bücher. 1984 unterzeichnete er die Kampagne A Catholic Statement on Pluralism and Abortion, die in der Zeitung New York Times erschien. Zannoni ist verheiratet und hat ein Kind. Er wohnt mit seiner Familie in Roseville.

## Werke (Auswahl)
- (Hrsg. mit Michael Shermis): Introduction to Jewish Christian Relations. Paulist Press, New York 1991
- The Old Testament : A Bibliography. Liturgical Press, Collegeville/Minn. 1992
- (Hrsg.): Jews and Christians Speak of Jesus. Fortress Press, Minneapolis 1994
- Jesus of the Gospels: Teacher, Storyteller, Friend, Messiah, St. Anthony Messenger Press, Cincinnati 1996
- Tell Me Your Name: Images of God in the Bible, Liturgy Training Publications, Chicago 2000
- Tell Me Your Story : The Parables of Jesus,  Liturgy Training Publications, Chicago 2002
- A Beginner's Guide to the New Testament,  Thomas More Pub., Allen 2002
- A Beginner's Guide to the Old Testament,  Thomas More Pub., Allen 2003